# Nord du Piauí

Étendue de la région nord du Piauí.

La région nord du Piauí est l'une des 4 mésorégions de l'État du Piauí. Elle regroupe 32 municipalités groupées en 2 microrégions.

## Données
La région compte 613 077 habitants pour 22 152 km².

## Microrégions
La mésorégion nord du Piauí est subdivisée en 2 microrégions:
- Baixo Parnaíba Piauiense
- Littoral du Piauí